# Toughsheet Community Stadium
El Toughsheet Community Stadium (anteriormente conocido como Macron Stadium, Reebok Stadium y University of Bolton Stadium) es el estadio del Bolton Wanderers Football Club, equipo que actualmente compite en la English Football League One. Está situado en Horwich, Gran Mánchester, en las cercanías de Bolton.
Desde su inauguración en 1997 hasta 2014, el estadio fue bautizado como «Reebok Stadium», luego del largo periodo de patrocinio por la marca Reebok al club. Sin embargo, el Bolton Wanderers firmó un acuerdo inicial por la indumentaria del equipo y los derechos de denominación del estadio durante cuatro años con la compañía italiana de ropa deportiva Macron, por lo cual, el nombre del estadio fue cambiado para reflejar el nuevo acuerdo.
Un hotel formó parte de la construcción del estadio y algunas de las habitaciones ofrecen vistas al campo. El hotel fue operado por De Vere Group hasta agosto de 2013, cuando el club asumió la propiedad y le cambió el nombre del «Bolton Whites Hotel». El estadio es también la ubicación temporal de la escuela Bolton Wanderers.

## Historia
El Toughsheet Community Stadium es un estadio moderno, con una capacidad de casi 29 000 espectadores sentados y cuya construcción finalizó en 1997, sustituyendo a la antigua casa del club, Burnden Park. La firma arquitectónica a cargo del proyecto fue Lobb Sports, mientras que la firma local Bradshaw Gass & Hope actuó como supervisores de la planificación. La empresa contratista fue Birse Construction, and Deakin Callard & Partners quienes proporcionaron los servicios de ingeniería estructural. El valor de la construcción fue de 25 millones de libras (42,1 millones de dólares).
El estadio se caracteriza por su arquitectura de doble tejado (gabled). Las esquinas de nivel superior no tienen asientos debido a problemas de acceso del equipo médico y la seguridad.
El estadio fue inaugurado en 1997 por John Prescott, un político del Partido Laborista que fue el Vice primer ministro del Reino Unido en el momento.

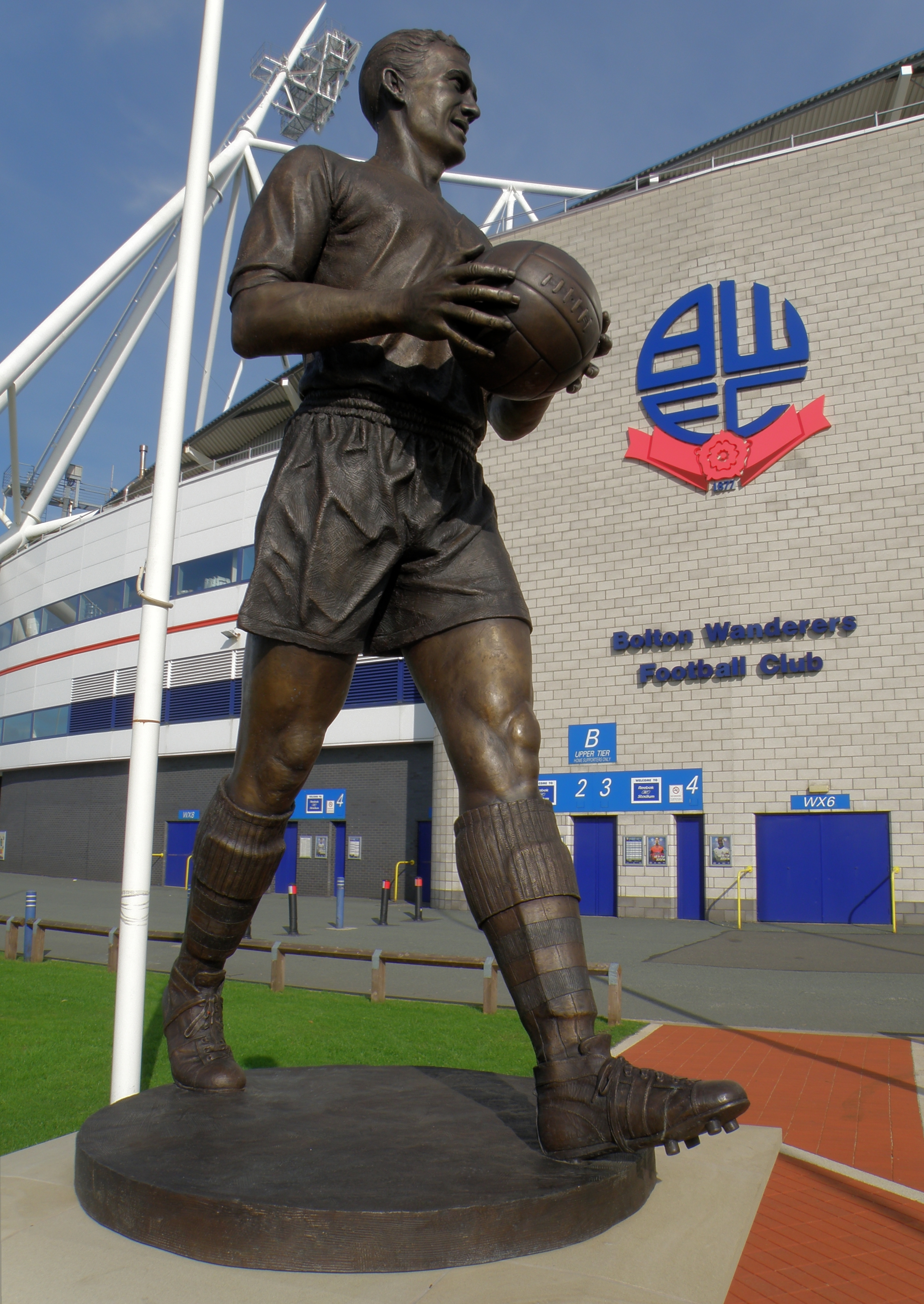
Estatua de Nat Lofthouse ubicada en las afuera del estadio

El estadio se compone de cuatro gradas: El Bartercard (Norte)  en un extremo del estadio; El lado Sur (el extremo de distancia) en el otro extremo; En el lado oeste de la cancha el (Nationwide Franking Sense) ; y el Nat Lofthouse (En homenaje al histórico jugador del Bolton que jugó durante los años 1946–1960) en el lado este.
Luego de un tiempo de patrocinio por la marca Reebok, en 1997 el equipo decidió nombrar al estadio como Reebook Stadium, los aficionados consideraron el título impersonal y creían que hacía demasiado énfasis a las consideraciones financieras. Esta oposición disminuyó considerablemente luego de la construcción del estadio, así los simpatizantes del club fueron acostumbrándose al nombre y esto se vio reforzado por el estatus de Reebok como empresa local
En julio de 2014, sería rebautizado como Macron Stadium, luego de la firma del club con la marca italiana de ropa deportiva Macron.
En abril de 2014, el presidente del club Phil Gartside declaró que estaba "orgulloso" de estar asociado con dicha empresa y estaba "muy impresionado con la pasión de Macron por el fútbol". Se firmó un acuerdo de una duración de cuatro años de auspicio con Macron y el club tiene la opción de extender su vencimiento..

## Acontecimientos importantes

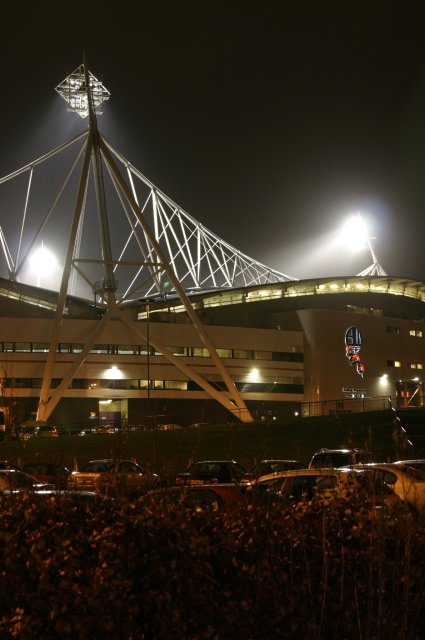

El primer partido de competencia - y de Premier League - en el estadio fue un empate 0-0 entre el Bolton y el Everton el lunes 1 de septiembre de 1997.
El primer jugador en marcar en el estadio fue Alan Thompson, un penal en el empate 1-1 ante el Tottenham Hotspur, el 23 de septiembre. Chris Armstrong, que más tarde en su carrera tuvo un breve paso por el Bolton, consiguió el empate.
Lokomotiv Plovdiv fueron los visitantes en el primer partido de la Copa de la UEFA en el estadio, el 15 de septiembre de 2005. Boban Janchevski anotó primero para los visitantes, pero dos goles de El Hadji Diouf y Jared Borgetti aseguró una victoria por 2-1 en el primer partido europeo de Bolton en su casa. También fue el primer partido oficial europeo que el club había jugado en su historia

## Otros eventos

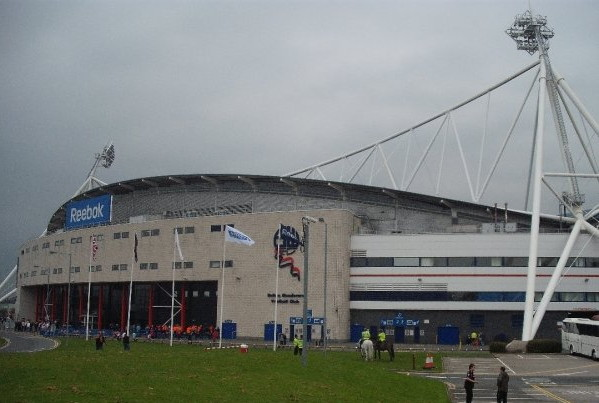

Además de albergar los partidos de fútbol, el estadio también ofrece otros servicios, como un hotel y salones.
El estadio ha sido utilizado para albergar conciertos tan emblemáticos como Oasis, Pink, Little Mix, Elton John y Coldplay.
Filmaciones del concierto de Coldplay se usó en el vídeo del sencillo, "Fix You", que muestra el cantante Chris Martin entrar en el escenario cuando la canción llega a su punto culminante.
La semifinal de la Copa Mundial de Rugby en 2000 entre Inglaterra y Nueva Zelanda se alojó en el Reebok Stadium.
La World Club Challenge (Mundial de Clubes de Rugby) tuvo lugar en 2001, entre los campeones de la NRL (Brisbane Broncos) y el campeón de la Super League (St. Helens), en el que se coronaría como campeones el St. Helens ganando 20-18 a sus rivales.
En 2007 se repetiría la misma final, en el mismo escenario, volviendo a ganar el St Helens al Brisbane Broncos por 18-14.

### Bolton Wanderers Free School
En 2014 el club estableció la Escuela Libre Bolton Wanderers en el estadio. Es un centro de formación que ofrece deportes y cursos relacionados con chicos de 16 a 19 años de edad. El centro utiliza las instalaciones del estadio para la mayor parte de su enseñanza y aprendizaje.

## Récords

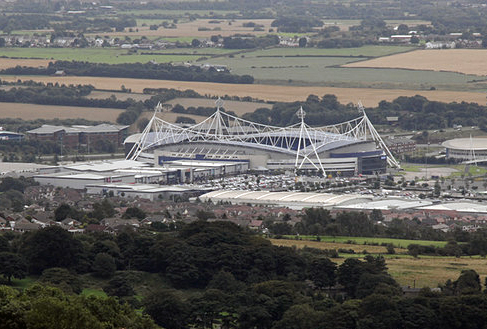
Vista del estadio desde la colina Crooked Edge

- Récord de asistencia: 28 353 personas, contra el Leicester City, 28 de diciembre de 2003 (FA Premier League)
- La asistencia más baja en encuentro oficial: 3673 personas contra Gillingham, 21 de septiembre de 1999 ( Capital One Cup Segunda ronda, 2° Etapa)
- La asistencia más baja en la Premier League: 17 014 contra el Derby County, 2 de enero de 2008
- Récord de asistencia de la Copa de la UEFA: 26 163 contra el Atlético de Madrid 14 de febrero 2008 32avos de final
- Récord de asistencia en la FA Cup: 23 523 contra Arsenal FC, 12 de marzo de 2005 cuartos de final
- Récord de Asistencia a la Capital One Cup: 18 037 contra Tottenham Hotspur, 27 de octubre de 2004 Tercera ronda